# Charlotte Dittmer
Charlotte Dittmer,  egentligen Elna Charlotte Rydelius, född 8 april 1920 i Charlottenlund i Danmark, död 10 juni 1999 i Eslöv, var en svensk skådespelare.

## Biografi
Charlotte Dittmer studerade vid Calle Flygares teaterskola och debuterade 1944 i Börje Larssons Gröna hissen och medverkade i ytterligare två produktioner under 1940-talet samt i Den ödesdigra klockan 1966. Hon satsade på en karriär som vissångerska 1965 och medverkade i engelska radio- och tv-program. Tillsammans med Harry Brandelius underhöll hon på olika restauranger på Kanarieöarna.
Charlotte Dittmer är gravsatt i minneslunden på Eslövs kyrkogård.

## Filmografi
- 1944 – Gröna hissen
- 1945 – Flickor i hamn
- 1945 – Sten Stensson kommer till stan
- 1966 – Den ödesdigra klockan

## Teater

### Roller (ej komplett)
| År   | Roll                   | Produktion                        | Regi             | Teater            |
| ---- | ---------------------- | --------------------------------- | ---------------- | ----------------- |
| 1945 | Första skådespelerskan | Cyrano de Bergerac Edmond Rostand | Sandro Malmquist | Malmö Stadsteater |

### Fotnoter
1. 1 2  ”Charlotte Dittmer”. Svensk Filmdatabas. http://www.sfi.se/sv/svensk-filmdatabas/Item/?type=PERSON&itemid=61760&ref=%2ftemplates%2fSwedishFilmSearchResult.aspx%3fid%3d1225%26epslanguage%3dsv%26searchword%3dCharlotte+Dittmer%26type%3dPerson%26match%3dBegin%26page%3d1%26prom%3dFalse. Läst 22 februari 2013.
2. ↑  Minnesord i Svenska Dagbladet 29 juni 1999 sid.17
3. ↑  SvenskaGravar